# Districtul Erding
Districtul Erding este un district rural (germană: Landkreis) din regiunea administrativă Bavaria Superioară, landul Bavaria, Germania.

## Orașe și comune
| orașe 1. Dorfen (13.419) 2. Erding (33.000) comune (târg) 1. Isen (5.229) 2. Wartenberg (4.560) | comune 1. Berglern (2.403) 2. Bockhorn (3.412) 3. Buch a.Buchrain (1.400) 4. Eitting (2.256) 5. Finsing (4.063) 6. Forstern (3.096) 7. Fraunberg (3.316) 8. Hohenpolding (1.431) 9. Inning a.Holz (1.428) 10. Kirchberg (910) 11. Langenpreising (2.518) 12. Lengdorf (2.647) 13. Moosinning (5.175) 14. Neuching (2.327) 15. Oberding (5.122) 16. Ottenhofen (1.773) 17. Pastetten (2.373) 18. Sankt Wolfgang (4.156) 19. Steinkirchen (1.159) 20. Taufkirchen (Vils) (8.852) 21. Walpertskirchen (1.998) 22. Wörth (4.513) |